# Casa al carrer Bonaire, 24 (Arnes)
La Casa del carrer Bonaire, 24 també coneguda com a Casa Llosa, és una obra d'Arnes (Terra Alta) inclosa a l'Inventari del Patrimoni Arquitectònic de Catalunya.

## Descripció
Exemplar força interessant de caràcter popular amb planta baixa i dos pisos. Està realitzada amb maçoneria de manera que ressalta als balcons i al ràfec de la coberta.
Els primers són de taulons de fusta sobre mènsules, d'aquest mateix material, prolongació de les biguetes, així com ho són la barana i els seus barrots. Aquest tret és molt característic dels pobles muntanyencs de les rodalies.
La coberta té poca pendent, i és de teula àrab posada i encaixada sobre troncs de fusta rodons, en forma de bigues.
L'estat de conservació de l'edifici és molt bo, ja que s'ha rehabilitat recentment, conservant els elements que el caracteritzaven. L'única diferència és que abans estaven revocades les façanes, i ara els murs de maçoneria estan a la vista.